# Huldra
En el folclore escandinavo, una huldra es una criatura fabulosa de aspecto humanoide que habitaba en los bosques. Su nombre deriva de una raíz que significa "cubierto" o "secreto". Conocida también como Skogsra (espíritu del bosque) o Tallemaja en el folklore sueco y Ulda en el folklore lapón, es una especie de ninfa.
La huldra recordaba en su fisionomía a una mujer de extraordinaria belleza con una cola de zorro o vaca y una espalda con el aspecto de un tronco putrefacto. Cuando una huldra se topaba con un hombre, lo seducía y, frecuentemente, tenía relaciones sexuales con él. Si la huldra se sentía satisfecha, podía dar al hombre una recompensa. Las huldras siempre son del sexo femenino y están dotadas de una fuerza sobrehumana, poderes sobrenaturales y una alta resistencia a las heridas. Según las leyendas, acostumbran a aparecer frente a los humanos entre la neblina o la lluvia, siempre de forma gentil y amigable. También suelen ir vestidas como damas, y tienen especial cuidado de esconder sus colas bajo su falda y el hueco en su espalda con el cabello. Tienen impulsos sexuales hiperactivos y disfrutan de seducir y atraer hombres al bosque, con el objetivo de tener relaciones sexuales. Si el hombre atraído por una huldra es capaz de satisfacer sus necesidades, ella lo deja vivo e incluso puede llegar a bendecirlo con su poder. Pero si el hombre no llega a satisfacerla, irremediablemente morirá. Incluso si el hombre logra satisfacer sexualmente a la huldra esto no garantiza su seguridad, pues terminará obsesionado con ella y regresará todos los días hasta que finalmente termina agotado y sin posibilidad de seguir satisfaciéndola, momento en el que muere.
Existen algunas formas de protegerse contra las huldras. Como la mayoría de las hadas, las huldras temen a los objetos de hierro y a la sal, por lo que basta con portar algo hecho de hierro y/o un puñado de sal para que no se aproximen. En caso de que una huldra encante a un hombre, deberá atarse a sí mismo unas ramas de matacabras y vandelrot, dos hierbas nativas de la región escandinava. Estas hierbas hacen que la huldra pierda interés por el hombre. Se dice también que ver el hueco podrido en su espalda rompe su encanto.
Al igual que otros tipos de hadas, las huldras raptan niños y dejan en su lugar a sus propios hijos. También pueden casarse con hombres mortales, pero son incapaces de entrar en las iglesias. Al hacerlo, su cola cae y su belleza se transforma en una eterna fealdad.
Si una huldra contraía matrimonio con un humano, perdía la cola, y vivía de forma tranquila (mientras no fuera objeto de malos tratos, pues su venganza podía ser terrible).
Datos sobre la Huldra en Småland: Era una mujer de extraordinaria belleza, pero por detrás era como un tronco vacío. Si un hombre la veía, le distorsionaba la vista y se perdía por el bosque y no era capaz de encontrar el camino de vuelta a su casa. Si se daba cuenta, podía romper el hechizo quitándose la chaqueta y volviéndola del revés.
De manera similar a la relación entre los troles y Thor, las huldras eran perseguidas por Odín, personaje que, tras la cristianización de las regiones nórdicas, fue considerado como un mero exterminador de las huldras.

## Similitudes con otras criaturas míticas
La huldra escandinava parece estar relacionada con la holda alemana, la vila rusa, la gaistlings celta y algunos tipos de trol femenino y criaturas similares de otras culturas, tales como la fiura chilena. La gran mayoría de estas criaturas comparte algunas características, como la gran belleza física y algunos aspectos inhumanos en su fisionomía y en su conducta.